# Џејмс Билингтон
Џејмс Хедли Билингтон (енгл. James Hadley Billington; Брин Мар, 1. јун 1929 — Вашингтон, 20. новембар 2018) био је амерички стручњак за историју Русије. Био је професор и предавач на универзитетима Принстон и Харвард, директор Конгресне библиотеке, саветник америчког председника Роналда Регана и извршни директор низа америчких значајних центара и фондација. Аутор је низа књига, од којих су најважније „Икона и секира“ и „Пожар у људском уму“.

## Биографија
Џејмс Х. Билингтон је рођен 1929. године у Брим Моуру, америчка савезна држава Пенсилванија. Дипломирао је на универзитету Принстон 1950. године. Потом је похађао универзитет у Оксфорду.
Током служења у Армији Сједињених Држава постао је аналитичар Службе за националне процене (Office of National Estimates). Од 1964. до 1974, предавао је историју на Универзитету Харвард, а од 1973. до 1987. је био професор на Универзитету Принстон.
Амерички је академик и професор руске и европске историје на Харварду и Принстону. Годинама је радио као извршни директор (CEO) четири федералне културне установе САД – Фулбрајтовог програма, Вудро Вилсоновог међународног центра, Конгресне библиотеке и Отвореног света. У оквиру Вудро Вилсоновог међународног центра основао је Институт за предвиђање догађаја у Русији (Kennan Institute).
Године 1987. председник САД Роналд Реган га је именовао за директора Конгресне библиотеке и на тој функцији је остао до пензионисања 2015. Током каријере је често посећивао СССР као члан делегације америчког Конгреса. Године 1988. се налазио у пратњи Председника САД Роналда Регана приликом његове посете Совјетском Савезу.
Године 1999. је с Дмитријем Лихачјовим основао руско-амерички програм „Отворени свет“ (Открытый мир / Open World) захваљујући којем је 14.000 младих лидера с простора СССР посетило САД.
Инострани је члан Руске академије наука, почасни доктор МГУ и Државног универзитета у Тбилисију. Иницијатор је пројекта Светске дигиталне библиотеке (World Digital Library) подршком Конгресне библиотеке САД.
Руски председник га је 2009. године одликовао Орденом дружбе, а 2012. донео указ о награди због заслуга за развој руско-америчке културно-хуманитарне сарадње.

## Дела

### Михајловски и руско народњаштво, 1956. ()
Билингтоново дело посвећено Николају Михајловском, руском публицисти, књижевном критичару, филозофу, преводиоцу и политичком теоретичару народњачког покрета.
Сматрао је да је давно питање студента Н. Михајловског војном гувернеру Санкт-Петербурга поводом устанка декабриста парадигматски основ методолошког изазова западном уму за бављење Русијом: „Разумем француске буржује који помажу револуцију како би стекли права, али како да схватим руске племиће који изводе револуцију да би своја права изгубили“. Билингтон упозорава да то питање актуелно и данашњем западном уму које значи позив на искорак из уобичајеног начина мишљења, јер човек Запада по правилу свој резон пројектује на друге. Међутим, поимање руског радикализма XIX века не објашњава само феномен Русије, већ и свих полузападних држава.
Аутор разматра чудан и дуготрајни феномен бурног интелектуалног уздизања највиших класа Русије које су добровољно пришле народним масама и више него икад у историји кидисале на властитог цара и захтевале обарање сопствене империје. Доба „михољског лета“ руске империје које је дало најупечатљивије појединце руске култре створило је јединствени покрет звани народњаштво који је од централног значаја за руску културу. Међутим, поимање народњаштва је у најбољем случају искривљено или игнорисано толико да су га историчари претворили у карикатуру.
Билингтон сматра да народњачки покрет најбоље изражава руске изазове, наде и разочарења. Сматра да је руска култура свој XIX век најбоље изразила у делу Николаја Михајловског, великана руске мисли до заборава занемареног од стране совјетских, али и западних историчара.

### Икона и секира. Тумачење историје руске културе, 1966. ()
Студија Џејмса Билингтона о историји руске културе обилује огромним библиографским материјалом. Обрађује период од покрштавања Русије до совјетског доба. Сам наслов овог дела обухвата два угаона камена руске културе. Икону, као архетип ванредно духовног узвишеног смисла сваког конструктивног прегнућа и секиру као архетипски симбол насиља, убиства и уништења. Билингтону ови архетипови означавају тачке амплитуде унутар којих се циклично развија и сажима руска култура.
По Билингтону, оданост православном хришћанству, страсна одушевљеност новотаријама и страховита деструктивност су по њему међу најупадљивијим обележјима руске културе. Билингтон је очигледно одлично разумео значај "сликовитог размишљања“ које је било императив руских интелектуалаца још од Висариона Бјелинског, потребу делатног интелектуалног рада које датира од Петра Чадајева и страсну самодисциплинованост делатног револуционара из прозе Николаја Чернишевског.
Билингтон сматра важном особеношћу руску рецепцију православља које је очувало ранохришћански симболички израз без усвајања рационалистичког умовања и ту околност сматра заслужном за некритички, емотиван или догматски поглед на идеје који је обележио читаву њихову културу. Сви потоњи покушаји усвајања западних модела током модерног доба су стога били изузетно продуктивни у области Руске уметности, културе и науке, али катастрофални у области политичких и друштвених реформи. Стога су се руски интелектуалци пред „проклетим питањима“ богословља, етике, политике, социјалног поретка, државног уређења и горуће потребе реформе заостале империје окренули народу убеђујући га у потребу народне, а затим социјалистичке револуције.
Аутор види „расколништво“ као битно обележје руског националног духа, па с тог становишта тумачи непријатељски однос руског народа и империје, народњака и западњака, социјалиста и славјанофила... Бројне примере својих ставова Билингтон је илустровао изузетним примерима стваралачких личности и уметничких дела из руске историје. Према њему, руска култура је достигла врхунац у позном добу империје којег назива „крешчендом“. Окретање Западу је кулминирало бољшевичком Октобарском револуцијом и стварањем наднационалне комунистичке државе, али је тај процес услед необузданог и некритичког узлета, искривљених месијанских идеја о смислу руске историје и разобручене деструктивности окончан Стаљинизмом. Стаљинизам је за Билингтона израз старе ксенофобије и „освета Московије“ Русији Петра Великог и историјски узор Стаљинистичког поретка преко Ивана Грозног налази у главном „идеологу средњовековне московије“, Јосифу Волоцком.
Од посебног значаје је Билингтоново предвиђање окончања совјетског периода и појава нове, постсовјетске Русије што је аутор такође навео у овом делу још 1966. године.
Икона и Секира је једино дело Џејмса Билингтона преведено на српски језик. Ова књига улази у важећу литературу предмета Историја руске културе (7 семестар) на славистичком смеру Филолошког факултета Универзитета у Београду.

### Пожар у људском уму: Извори револуционарних уверења, 1980. ()
Аутор се у књизи бави револуционарним врењем које се након Француске револуције 1879. године проширило на целу Централну Европу и Русију. Аутор је био веома инспирисан делом Фјодора Достојевског „Зли дуси“.
Особеност Билингтонове анализе није усредсређеност на социјално стање, политичке догађаје и непосредне поводе који су доводили до народних устанака, већ на запаљиве идеје које су, по правилу невидљиво, постојале још од Питагорејског доба, распламсане неповратно након крсташких ратова и коначно артикулисане паролама Француске револуције о слободи, једнакости и братству ради окупљања патикуларизованог друштва у велики јединствени поредак.
Револуционарност је захтевала разградњу хришћанске цивилизације. Билингтон инсистира на чињеници да је идеја братства оперативно развијена од тајних и окултних друштава попут масонских, преко монолитно дисциплинованих, идеолошки задојених и социјално профилисаних револуционарних група.
Пракса развоја револуције из окултних друштава је почела да јењава након гушења Париске комуне и народних револуција. Образац братства као основ тајних друштава се по Билингтону поновио у виду немачког нацизма током XX века и има континуитет од окултних братстава у милитаристичким пруским круговима доба Фридриха Великог до Хитлера. Идеја једнакости је постала главно гориво социјалистичких и комунистичких револуција. Иако су се у вези смисла једнакости јавиле два становишта (индивидуалистичко и колективистичко), обе су тежила ка истом циљу – успостављању практичне равоправности свих чланова друштва. Једни су тежили да свој циљ остваре антимонархистичким и секуларним начином у задатим оквирима републике, а други посебним социјалистичким или анархистичким уређењем. Билингтон сматра да су главни идејни носиоци ових становишта Жозеф Прудон и Карл Маркс.
Револуционарност националистичког типа је у основи роматнична, заснована на историјским митовима и очекивању будуће националне славе. Била је типична за 19. век. Социјалистичка револуционарност је утемељена на рационализованом сагледавању садашњости, али романтичном и идеализованом сагледавању будућности што је заодевано у научне форме. Била је типична за 20. век.
Билингтон веома оповргава флоскулу о „револуцији која тече“ као мит. Он посебно разматра утицај апокалиптичног хришћанства, романтизма, уставних реформи и просветитељства на распламсавање револуција, а социјално стање друштва је код њега у другом плану.
Аутор посебно разматра разлоге отпорности англосаксонског друштва на револуционарност. По њему су протестантска вера презбитеријанског типа и парламентаризам успоставили компликоване установе које су развиле успешну хармонију јединства и различитости и очувале здравље политичког, социјалног и економског система. Без протестантизма и парламентаризма, по Билингтону, хармонија јединства и различитости није могућа. Сматра да потврда тог става лежи у чињеници да је основна вредност победе у Америчког грађанском рату било стварање снажне и јединствене републике федералног типа. За разлику од америчког модела, у случају Француске револуције је основна вредност је била демократија, а уређење републике било споредно. Овакав узор је касније у Европи довео до сукоба концепата развоја републике, између крајњег етатизма и анархистичке фрагментације власти.

### Преображај Русије: продор ка нади, 1992. ()
Аутор разматра промене које су се догодиле на простору бившег СССР. Његова анализа изводи низ закључака о потреби веома одговорне политике Запада, нарочито САД на нове економске, културне, политичке и стратешке околности које наступају.
Као очевидац бурних догађаја у Москви 1991. године, изразио је наду да руски народ верује у слободу, али упозорава да „стару гарду“ Русије не треба потцењивати, јер ће у случају неуспеха демократског експеримента она учврстити своју хегемонију.
Аутор упозорава на потребу подршке Русији од стране свих влада демократског света, како би се осигурало да демократија у Русији преживи агонију СССР.

### Ликови Русије, 1998. ()
Преглед осмовековне руске културе, духовности и уметности са становишта развоја политичких процеса и борбе за слободу и демократију. Билингтон разматра бројне примере да би приказао важну специфичност руског цивилизацијског манира – силовиту и необуздану креативност која води уништењу.
По аутору, Руси од напредније цивилизације одушевљено преузму напредније форме креативних делатности. Затим на том основу развију нове форме изражавања и у дуготрајном, мукотрпном процесу постигну фантастичне, оригиналне и амбициозне резултате. Када постигну сасвим нову и оригиналну форму која својом величанственошћу превазилази било шта створено у целом свету, Руси је тада одбаце од себе или је униште, остављајући потоњим генерацијама само фрагменте.
Билингтоново дело „Ликови Русије“ је послужило као извор за снимање истоимене ТВ серије емитоване на каналу PBS. Постало је окосница за упознавање широке јавности са руском културом пред крај Совјетског Савеза.

### Русија у потрази за собом, 2005. ()
Билингтон разматра трагање за идентитетом постсовјетске Русије у годинама када тај процеес није контролисан са врха власти, када се њена периферија суочила са наглим слабљењем централне управе, а на нове околности нису имале одговора ни најзначајније личности руске културе попут Андреја Сахарова и Александра Солжењицина.
Аутор је идентитетском проблему Русије приступио са политичког становишта. Сукобе међу појединцима и групама посматра као израз формалног покушаја да Русија изгради демократски идентитет уз одржавање старог ауторитарног наслеђа. Поставља се питање хоће ли Русија која личи на Запад стећи место у Европи или ће на Истоку развити нови, евроазијски идентитет.
Билингтон упозорава да се морају имати на уму три важна обележја која обликују бурну руску културу – православље, страсни доживљај природе и још већа страст ка увођењу новотарија. Русија по њему мора да употреби демократију као сидро како би се спасла од ауторитарности и национализма на путу ка остварењу свог цивилизацијског смисла. Сматра да ће светски мир 21. века одлучујуће зависити од тога како Руси себе буду дефинисали током наредних година.